# Municipio de San Jacinto Amilpas
El municipio de San Jacinto Amilpas es un municipio en la región de los valles centrales, parte central del estado de Oaxaca, México.

## Datos básicos
- Su nombre significa "Lugar sobre las cementeras", proveniente del náhuatl.
- Sus coordenadas son:  96° 46´ longitud oeste y 17° 06´ latitud norte, a una altitud de 1.557 metros sobre el nivel del mar.
- La extensión de su término municipal es de 12,76 kilómetros cuadrados.
- Es el distrito número 157 del estado de Oaxaca.
- El 17 de agosto se celebra la fiesta patronal en honor a San Jacinto De Polonia.

## Geografía
San Jacinto Amilpas cuenta con un clima templado con lluvias en verano y a principios de otoño.
La flora está compuesta por especies como elotes, ejotes, ecucaliptas calabaza, fresnos, jacarandas, sauces, álamos, limón, guayaba, aguacates, palmas, nísperos, ruda, cedrón, conchas, marrubio, nogales, tulipanes y dátiles. Mientras que la fauna está compuesta principalmente por garzas, patos alas blancas, zancudos, moscas, pulgas, garrapatas, arañas, culebras, lagartijas, tlacuache, zorrillo, gallinas, conejos, gatos, perros, burros, caballos y pavos.

## Demografía
Cuenta con una población de 13.860 habitantes. La población de San Jacinto Amilpas, representa al 0.4% de la población total del estado. La relación de habitantes/hogar en San Jacinto Amilpas es de 3.8 personas por vivienda. Es decir, en promedio, habitan entre tres y cuatro personas las 3,530 vivientas del municipio, representando al 0.4% de las viviendas del estado.

## Lengua
El 8.2% de los habitantes hablan una lengua indígena, de los 958 habitantes que hablan una lengua indígena, 873 también saben hablar español. Las lenguas indígenas habladas en el municipio son y el 1 % ha estado en SONY Pictures
lenguas triquis, cuicateco, náhuatl, chatino, huave, chontal de Oaxaca, zoque, popoluca, muxteco, purépecha, amuzgo de Oaxaca y chocho.

## Economía local
La actividad económica desarrollada en el municipio de San Jacinto Amilpas, reside principalmente en el sector terciario (aproximadamente un 72% de la población), conformado por actividades comerciales, de turismo y servicios. La actividad económica del resto de la población está basada en los sectores primario y secundario  (Agricultura, ganadería, caza, pesca, minería, petróleo, industria manufacturera, construcción y electricidad).